# Гліник-Польський
Гліник-Польський (пол. Glinik Polski) — село в Польщі, у гміні Тарновець Ясельського повіту Підкарпатського воєводства.
Населення — 607 осіб (2011).
У 1975—1998 роках село належало до Кросненського воєводства.

## Географія
Селом протікає річка Чорний Потік.

## Демографія
Демографічна структура станом на 31 березня 2011 року:
|          | Загалом | Допрацездатний вік | Працездатний вік | Постпрацездатний вік |
| -------- | ------- | ------------------ | ---------------- | -------------------- |
| Чоловіки | 308     | 73                 | 207              | 28                   |
| Жінки    | 299     | 63                 | 165              | 71                   |
| Разом    | 607     | 136                | 372              | 99                   |